# Стърлинг (Илинойс)
Вижте пояснителната страница за други значения на Стърлинг.
Стърлинг (на английски: Sterling) е град в окръг Уайтсайд, Илинойс, Съединени американски щати. Разположен е на левия бряг на река Рок. Населението му е 14 766 души (по приблизителна оценка за 2017 г.).
В Стърлинг е роден писателят Тери Брукс (р. 1944).